# 卡納盧 (密蘇里州)
卡納盧（英語：Canalou）是位於美國密蘇里州新馬德里縣的城市。

## 人口
根據2020年美國人口普查的數據，卡納盧的面積為0.52平方千米，皆為陸地。當地共有人口158人，而人口密度為每平方千米304人。